# Torneo de Kuala Lumpur 2012
El Proton Malaysian Open 2012 es un torneo de tenis. Pertenece al ATP Tour 2012 en la categoría ATP World Tour 250. El torneo tendrá lugar en la ciudad de Kuala Lumpur, Malasia, desde el 24 de septiembre hasta el 30 de septiembre de 2012 sobre canchas duras.

## Cabezas de serie
| Tenista             | Ranking | No. |
| David Ferrer        | 5       | 1   |
| Juan Mónaco         | 11      | 2   |
| Kei Nishikori       | 17      | 3   |
| Alexandr Dolgopolov | 19      | 4   |
| Feliciano López     | 32      | 5   |
| Pablo Andújar       | 33      | 6   |
| Julien Benneteau    | 34      | 7   |
| Jürgen Melzer       | 37      | 8   |

- Los cabezas de serie, están basados en el ranking ATP del 17 de septiembre de 2012.

## Campeones

### Individual Masculino
Juan Mónaco venció a  Julien Benneteau por 7-5, 4-6, 6-3.